# Anna Flygel
Anna Caroline Flygel, född 18 juni 1989 i Vallentuna, är en svensk programledare och producent. 
Hon har varit producent för Satsommar' och Hanna och Rasmus rapporterar  i P3 tillsammans med Hanna Andersson och Rasmus Persson. I augusti 2015 började hon som programledare och producent för Christer och Morgan rapporterar i P3 från att tidigare bara varit vikarie.

## Radiomedverkan
- Satsommar- Producent och ansvarig för vissa inslag
- Christer och Morgan rapporterar - Producent och Programledare
- Hanna och Rasmus rapporterar - Producent och ansvarig för vissa inslag

Kvällspasset i P4